# Nambikwara
El nambikwara (també anomenada nambiquara i nambiquara meridional, per distingir-se del mamaindê) és una llengua indígena parlada pels nambikwares, que resideix en reserves federals que cobreixen aproximadament 50.000 quilòmetres quadrats de terra al Mato Grosso i parts veïnes de Rondônia al Brasil. Degut al fet que la llengua nambikwara té una proporció tan alta de parlants (i, es pot deduir, una taxa alta de tra nsmission), i el fet que la comunitat tingui una actitud positiva envers la llengua, no es considera que estigui en perill tot i que els seus parlants constitueixen una petita minoria de la població brasilera. Per aquestes raons, la UNESCO classifica el nambikwara com a vulnerable.

## Història
Segons David Price (1983), es va fer una referència al poble nambikwara ja en 1671 en un informe del pare Gonçalo de Veras. Tanmateix, en un altre compte amb els Povos Indígenas do Brasil, es va dir que es va contactar amb els nambikwara el 1770, quan els portuguesos, a la recerca d'or, van començar a construir una carretera entre Forte Bragança i Vila Bela. Es va establir un altre contacte quan el 1907, el coronel Candido Mariano da Silva Rondon va començar a explorar els territoris habitats pels Nambikwara i va establir una línia telegràfica entre 1909 i 1915.
A principis i mitjans del 1900, els Nambikwara també van ser contactats per missioners dels Estats Units i de tot el Brasil. Un grup de missioners, conegut com la New Tribes Mission, va ser assassinat pels Nambikwara el 1950, suposadament en un acte de venjança. Tanmateix, no tots els contactes amb els missioners van provocar morts. El 1962 es van dur a terme els "primers estudis sistemàtics de les llengües nambikwara" específicament per la mamaindê. Des de la dècada de 1930, als parlants de mamaindê també se'ls va ensenyar la Bíblia, ja que alguns missioners la van traduir al seu idioma, i van convèncer a alguns d'unir-se a les escoles i aprendre portuguès. Segons David Price, mentre hi havia hagut una llarga història d’educació cristiana per als parlants de mamainde, molts d’ells no es podien considerar creients cristians i simplement parlaven de les seves experiències amb els missioners com “aprendre sobre la forma de vida de la gent blanca”.
El 1968 l'aleshores president del Brazil Costa e Silva va crear la primera reserva pel poble nambikwara amb l'objectiu de "transferir [hi] tots els grups nambikwara a la única reserva alliberant la resta de la regió per a iniciatives agrícoles". Malauradament, la reserva a la que els nambikwara van ser traslladats conté un sòl ineficient i les terres habitades originalment per ells amb el sòl més eficient es van vendre a les empreses agrícoles a finals dels anys seixanta. La construcció d'una carretera entre Cuiabá i Porto Velho també va reduir encara més la mida del territori nambikwara. Actualment, molts dels 30 grups originals nambikwara estan extingits i la resta de persones resideixen als nou territoris del territori nambikwara: “Vale do Guaporé, Pirineus de Souza, Nambikwara, Lagoa dos Brincos, Taihãntesu, Pequizal, Sararé, Tirecatinga i Tubarão-Latundê”.

## Fonologia

### Vocals
|         | Anterior | Posterior |
| ------- | -------- | --------- |
| Tancada | i        | u         |
| Mitjana | e        | o         |
| Oberta  | a        | ʌ         |

| Anterior | Posterior |
| -------- | --------- |
| ḭ        | ṵ         |
| ḛ        | o̰         |
| a̰        |           |

| Anterior | Posterior |
| -------- | --------- |
| ĩ        | ũ         |
| ẽ        |           |
| ã        |           |

| Anterior | Posterior |
| -------- | --------- |
| ḭ̃        | ṵ̃         |
| ḛ̃        |           |
| ã̰        |           |

Adaptat de Kroeker (2001)

### Consonants
|            |              | Bilabial | Alveolar | Alveolar     | Palatal | Velar   | Velar     | Glotal  |
| Central    | Lateral      | Bilabial | Plana    | Labialitzada | Palatal |         |           | Glotal  |
| ---------- | ------------ | -------- | -------- | ------------ | ------- | ------- | --------- | ------- |
| Oclusives  | Plana        | p        | t        |              |         | k       | kʷ ⟨kw⟩   | ʔ ⟨x⟩   |
| Oclusives  | Aspirada     | pʰ ⟨ph⟩  | tʰ ⟨th⟩  |              |         | kʰ ⟨kh⟩ | kʷʰ ⟨kwh⟩ |         |
| Oclusives  | Glotalitzada |          | tʔ ⟨tx⟩  |              |         | kʔ ⟨kx⟩ |           |         |
| Africada   | Plana        |          |          |              | tʃ ⟨j⟩  |         |           |         |
| Fricatives | Plana        | ɸ ⟨f⟩    | s        |              |         |         |           | h       |
| Fricatives | Glotalitzada | ɸʔ ⟨fx⟩  | sʔ ⟨sx⟩  |              |         |         |           | hʔ ⟨hx⟩ |
| Sonorants  | Plain        | (m)      | n        | l            | j ⟨y⟩   |         | w         |         |
| Sonorants  | Aspirada     |          |          |              |         |         | ʍʰ ⟨wh⟩   |         |
| Sonorants  | Glotalitzada | ʔm ⟨mx⟩  | ʔn ⟨nx⟩  | ʔl ⟨lx⟩      | ʔj ⟨yx⟩ |         | ʔw ⟨wx⟩   |         |

Adaptat de Kroeker (2001) i Lowe (1999)
[m] es mostra entre parèntesis perquè segons Kroeker (2001), només apareix en préstecs o seguint el diftong /au/. A més dels segments mostrats anteriorment, e lnambikwara també té [bm], que apareix després del diftong /ãu/, [ŋ], que apareix abans d'una oclusiva velar i després d'una vocal nasal, [gŋ], que apareix abans d’una oclusiva velar i després d'una vocal oral, i [r], que és un al·lòfon de /l/ que apareix seguint les vocals anteriors. Kroeker constata l'existència de la implosiva alveolar sonora /ɗ/, però argumenten que està quedant fora d'ús.